# Грб Корјакије
Грб Корјакије је био званични симбол једног од бивших субјеката Руске федерације са статусом аутономног округа — Корјакије. Грб је званично усвојен 13. јула 1998. године, а са укидањем Корјачке аутономне округа 1. јула 2007. престаје употреба и овог грба.

## Опис грба
Грб Корјачког аутономног округа је француски хералдички штит хоризонтално подијељен на два поља, од чега горње заузима 1/3 поља штита и црвене је боје, а доње је азурно-плаве боје. На доњем пољу је представљена фигура бијелог јелена у трку окренутог лијево (хералдички десно).